# Tetraclipeoides calamitosus
Tetraclipeoides calamitosus är en skalbaggsart som beskrevs av Vladimir Balthasar 1935. Tetraclipeoides calamitosus ingår i släktet Tetraclipeoides och familjen Aphodiidae. Inga underarter finns listade i Catalogue of Life.